# Sofitel
Sofitel este un lanț de hoteluri de lux deținut de compania Accor, lansat în Strasbourg în anul 1964.
Lanțul a fost prezent și în România, prin hotelul Sofitel din București, redenumit în Pullman Bucharest World Trade Center în anul 2009.